# Поусат (провинция)
Поусат (на кхмерски: ពោធិ៍សាត់) (алтернативно изписване: Пурсат) е една от двайсетте провинции в Камбоджа. На северозапад граничи с провинция Батамбанг, на североизток със Сием Реап, на югозапад с Кох Конг, на югоизток с Кампонг Спъ, на запад с Тайланд, а на изток с провинциите Кампонг Чнанг и Кампонг Тхом.

## Административно деление
Провинция Поусат се състои от един самостоятелен град-административен център Поусат и от 6 окръга, които от своя страна се делят на 49 комуни, в които влизат общо 501 села.
| ISO код | Окръг (на кхмерски) | Окръг        |
| ------- | ------------------- | ------------ |
| 1501    | បាកាន                 | Бакан        |
| 1502    | កំរៀង                 | Кандиенг     |
| 1503    | ក្រគរ                | Кракор       |
| 1504    | ក្រវាញ                | Пхнум Краван |
| 1505    | សំពៅមាស                | Сампов Меас  |
| 1506    | វាលវែង                | Веал Веаенг  |